# Trichodura friburguensis
Trichodura friburguensis là một loài ruồi trong họ Tachinidae.